# UE Santa Coloma
UE Santa Coloma – klub piłkarski pochodzący z Andory, który swoje mecze rozgrywa w mieście Santa Coloma. Założony został w 1986 roku. W sezonie 2007/08 wywalczyli po raz pierwszy w historii awans do najwyższej klasy rozgrywkowej w Andorze - Primera Divisió. W debiutanckim sezonie zapewnili sobie utrzymanie w lidze zajmując piąte miejsce.
Drugi sezon był już zdecydowanie lepszy. Po udanej fazie zasadniczej sezonu, w której UE Santa Coloma zajęła 3. miejsce, zakwalifikowali się do grupy walczącej o mistrzostwo kraju. Sezon zakończyli na drugim miejscu, zapewniając sobie po raz pierwszy w historii udział w europejskich pucharach. Największymi sukcesami w historii klubu są: mistrzostwo Andory w sezonie 2023/24 oraz czterokrotne zdobycie pucharu Andory (2013, 2016, 2017 i 2024).

## Osiągnięcia
- Mistrz Andory (1): 2023/24
- Wicemistrz Andory (3): 2009/10, 2013/14, 2021/22
- Trzecie miejsce w kraju (4): 2011/12, 2012/13, 2014/15, 2016/17
- Puchar Andory (4): 2013, 2016, 2017, 2024

## Obecny skład
Stan na 7 lutego 2016.
| Nr | Poz. | Piłkarz            |
| -- | ---- | ------------------ |
| 1  | BR   | Ivan Perianez      |
| 2  | OB   | Jesús Rubio        |
| 3  | OB   | David Maneiro      |
| 4  | PO   | Marc Amat          |
| 5  | OB   | Alexandre Martínez |
| 6  | OB   | Àlex Roca          |
| 7  | OB   | Jordi Rubio        |
| 8  | PO   | Josep Ayala        |
| 9  | NA   | Antón Codina       |
| 10 | NA   | Pedro Reis         |
| 11 | NA   | Joan Salomó        |

| Nr | Poz. | Piłkarz          |
| -- | ---- | ---------------- |
| 13 | BR   | Ricard Fernàndez |
| 14 | NA   | Víctor Bernat    |
| 16 | PO   | Zacharie Moussa  |
| 17 | NA   | Gerard Aloy      |
| 18 | OB   | Albert Rodríguez |
| 19 | PO   | Aitor Pereira    |
| 20 | OB   | Àlex Blázquez    |
| 22 | NA   | Sergio Crespo    |
| 23 | OB   | Adel Durán       |
| 25 | OB   | Cristian Orosa   |

## Europejskie puchary
Legenda do wszystkich tabel:
- Q – runda eliminacyjna, 1/16, 1/8, 1/4, 1/2 – odpowiednia faza rozgrywek, Grupa – runda grupowa, 1r gr – pierwsza runda grupowa, 2r gr – druga runda grupowa, F – finał, R – runda, PO – play-off
- k. – rzuty karne, los. – losowanie, Dogr. – dogrywka, w. – zasada bramek strzelonych na wyjeździe

| Sezon   | Rozgrywki               | Runda | Klub               | Dom | Wyjazd | Ogólnie     |
| ------- | ----------------------- | ----- | ------------------ | --- | ------ | ----------- |
| 2010/11 | Liga Europy             | 1Q    | Mogren Budva       | 0–3 | 0–2    | 0–5         |
| 2011/12 | Liga Europy             | 1Q    | Paks               | 0–1 | 0–4    | 0–5         |
| 2012/13 | Liga Europy             | 1Q    | FC Twente          | 0–3 | 0–6    | 0–9         |
| 2013/14 | Liga Europy             | 1Q    | Zrinjski Mostar    | 1–3 | 0–1    | 1–4         |
| 2014/15 | Liga Europy             | 1Q    | Metałurg Skopje    | 0–3 | 0–2    | 0–5         |
| 2016/17 | Liga Europy             | 1Q    | Lokomotiva         | 1–3 | 1–4    | 2–7         |
| 2017/18 | Liga Europy             | 1Q    | NK Osijek          | 0–2 | 0–4    | 0–6         |
| 2022/23 | Liga Konferencji Europy | 1Q    | Breiðablik UBK     | 0–1 | 1–4    | 1–5         |
| 2024/25 | Liga Mistrzów           | 1Q    | Ballkani           | 1–2 | 2–1    | 3–3, k: 6–5 |
| 2024/25 | Liga Mistrzów           | 2Q    | FC Midtjylland     | 0–3 | 0–1    | 0–4         |
| 2024/25 | Liga Europy             | 3Q    | FK RFS             | 0–2 | 0–7    | 0–9         |
| 2024/25 | Liga Konferencji        | PO    | Víkingur Reykjavík | 0–0 | 0–5    | 0–5         |